# Glockengießerei Otto

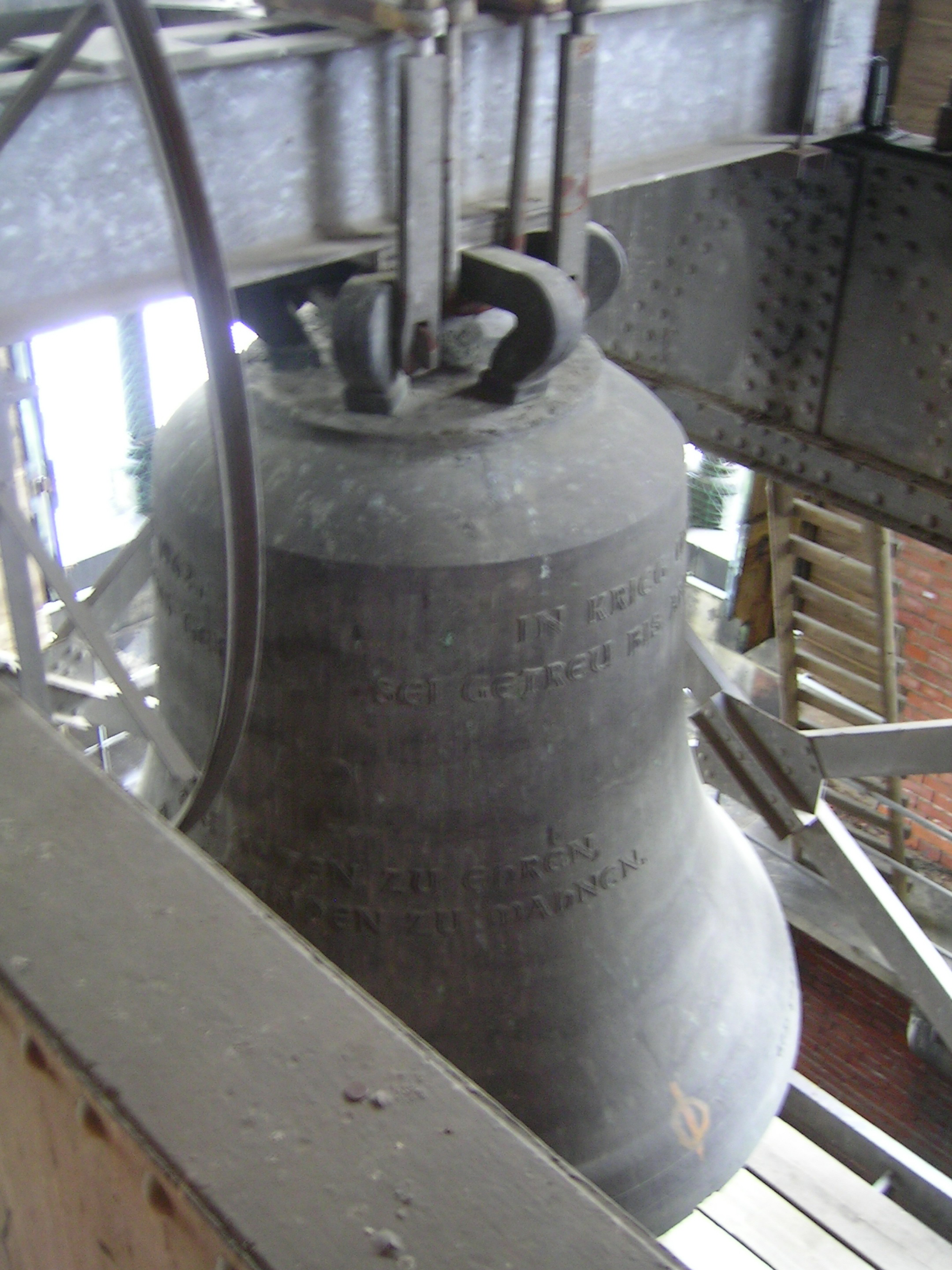
Die Brema im Dom zu Bremen

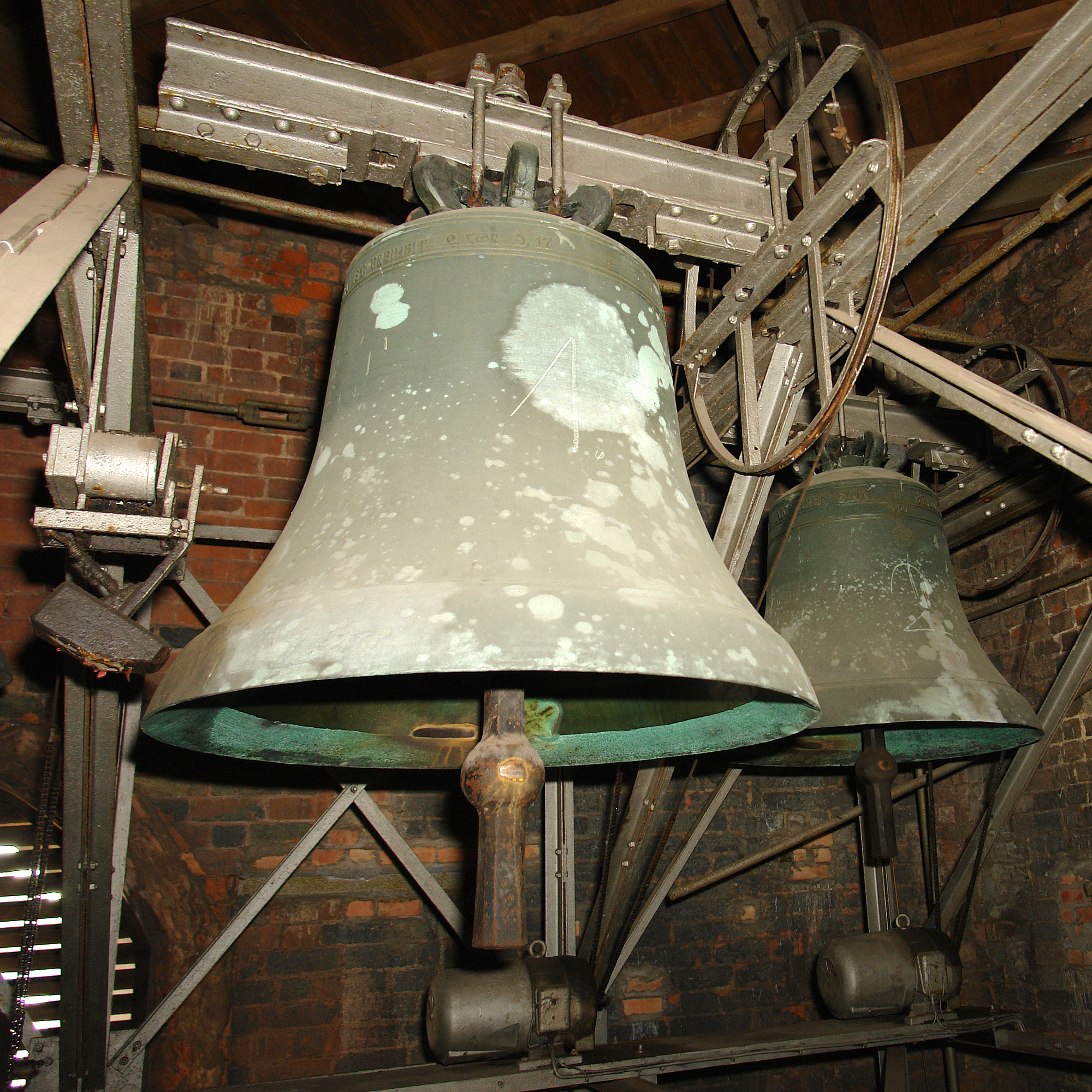
Läute- und Spielglocken (f^{1} und g^{1}) von St. Martini in Bremen

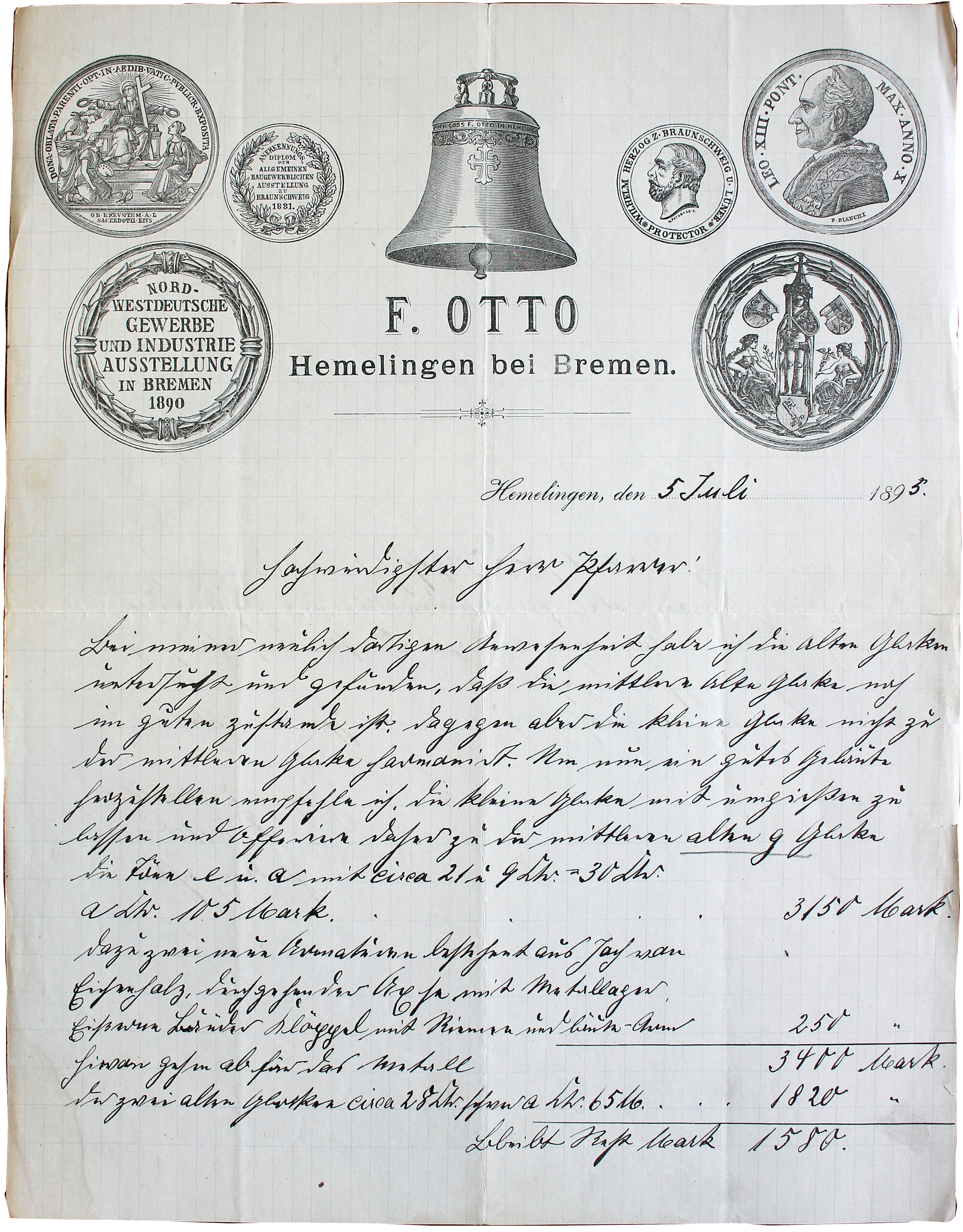
Angebot der Glockengießerei F. Otto von 1895 zur Lieferung eines Geläuts für die Pfarrkirche St. Mauritius Kärlich

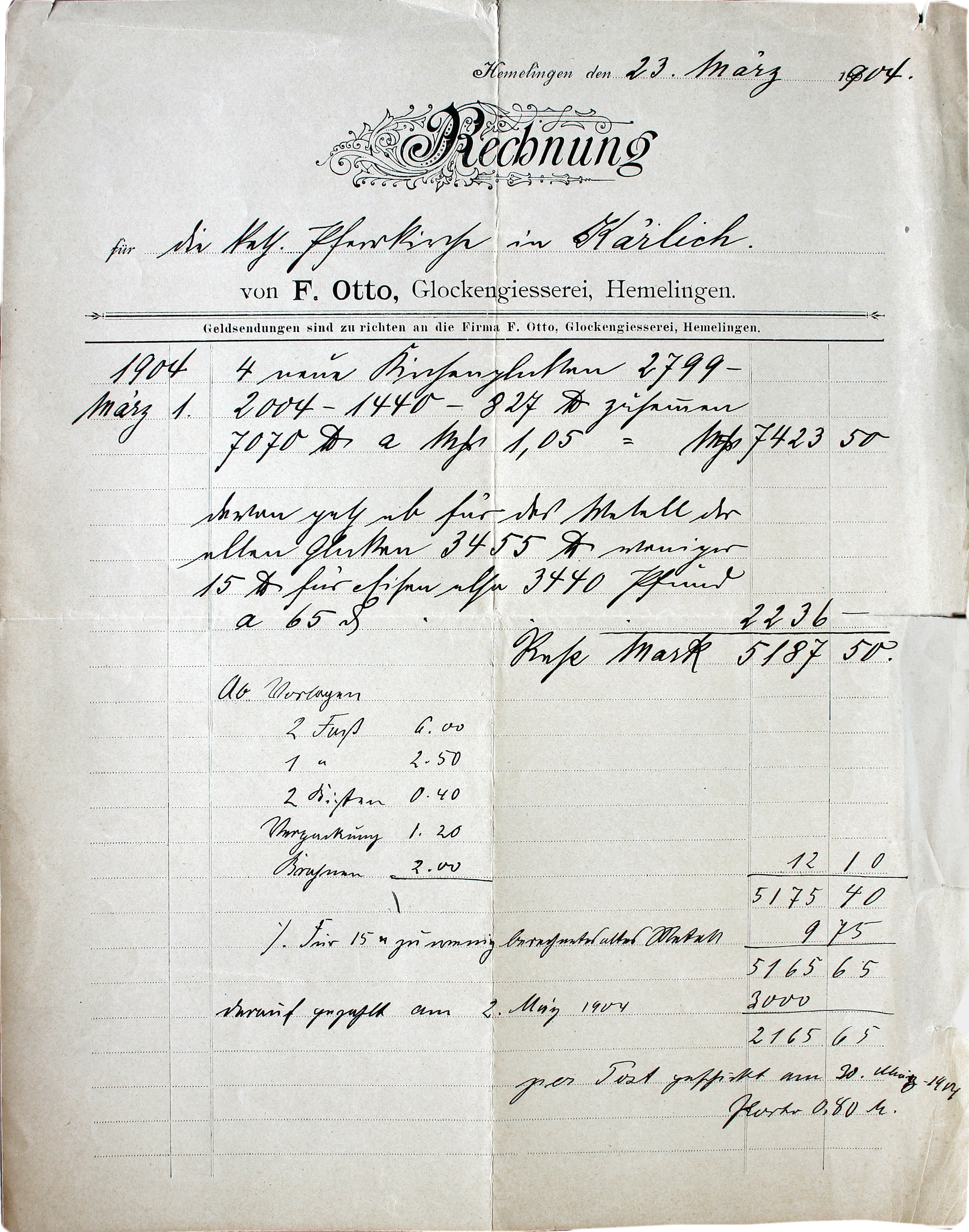
Rechnung von 1914 für die Pfarrkirche Kärlich über vier Glocken

Die Glockengießerei Otto, auch Glockengießerei Hemelingen genannt, wurde im Jahre 1874 in Hemelingen, heute ein Stadtteil von Bremen, gegründet. Das Unternehmen firmierte unter „Glockengießerei F. Otto Hemelingen“ und hat mit Ausnahme der Kriegsjahre bis zur Einstellung des Gussbetriebs 1974 mehrere tausend Glocken gegossen.

## Geschichte
Bremen war im Mittelalter ein Zentrum der Glocken- und Grapen- und Gelbgießereien, die neben Glocken unter anderem auch Taufbecken, Geschützrohre und andere, kleinere Gegenstände herstellten. Vom Gießer Olricus stammte um 1300 eine Glocke und ein Taufbecken für die Kirche St. Michaelis in Lüneburg, Metallgießer Otto fertigte ein Taufbecken für St. Martini in Bremen und die Glockengießerfamilie Klinge goss um 1430 bis 1474 Glocken für den Bremer Dom, für St. Ansgarii in Bremen und für Kirchen in Jever, Wildeshausen, Brinkum, Lübeck und für die Wasserhorster Kirche im Blockland. Darüber hinaus waren weitere zahlreiche Gießer in Bremen tätig.
Im Jahr 1874 gründete Franz Otto – von Beruf Schuhmacher – auf Betreiben seines Bruders Carl, der Seelsorger in Hemelingen war, daselbst die Glockengießerei Otto. Beide stammten aus Duderstadt. Entgegen der Darstellung bei Wüstefeld (1925) hat Carl Otto während seiner Gymnasial- und Studienzeit in Hildesheim die Kunst des Glockengusses nicht beim Glockengießer Lange gelernt. S. A. Lange war schon fast zwei Jahre tot, als Carl Otto nach Hildesheim kam. Carl lernte das Glockengießen vielmehr beim Glockengießer J. J. Radler in Hildesheim. Später veröffentlichte Carl Otto im Eigenverlag das Buch Theorie der Glockentöne – eine akustische Monografie, die allerdings verschollen ist. Nach seiner Berufung zum Pfarrer von Hemelingen holte er seinen Bruder Franz nach Hemelingen. Entgegen der Darstellung bei Wüstefeld (1925) lernte Franz Otto erst ab 1873/74 in Hemelingen den Glockenguss. Nach der Gründung der Gießerei war Carl für die Konstruktion der Glockenrippen, Franz für das Gießen verantwortlich. Carl Otto war Priester und von 1884 bis 1910 Pfarrer der Gemeinde Sankt Mauritius in Desingerode. Er starb 1917 in Düsseldorf.
Die älteste noch erhaltene Otto-Glocke ist eine a1-Glocke aus dem Jahr 1876, die heute noch in St. Jakobi, Bremen-Neustadt, hängt. Das älteste noch vollständig erhaltene Otto-Geläut aus den Jahren 1884 und 1891 hängt heute in St. Elisabeth, Essen-Frohnhausen. Zunächst wurden Glocken in einer leichten Rippe gegossen, von denen einige in Ostfriesland und das fünfstimmige Geläut von St. Georg in Arnstorf (gegossen 1890/1891) erhalten geblieben sind. Mitte der 1890er Jahre stellte die Gießerei ihre Glockenrippen jedoch um. Ergebnis waren eine mittelschwere und eine schwere Rippe. In der schweren Rippe wurden vor allem für das damalige Erzbistum Köln äußerst qualitätsvolle Glocken gegossen, so u. a. 1898 das fünfstimmige Geläut für St. Josef in Krefeld, dessen größte Glocke – Dicke Anna genannt – 4407 kg wiegt. Dieses Geläut ist neben den Geläuten des Frankfurter Doms und der Dresdner Kreuzkirche eines der bedeutendsten Geläute des 19. Jahrhunderts in Deutschland. Dieses Geläut bildete den Auftakt zu einer umfangreichen Liefertätigkeit für das damalige Erzbistum Köln, wohin bis zum Ersten Weltkrieg eine große Zahl bedeutender Geläute geliefert wurde (240 Glocken), darunter auch zwei Glocken für den Kölner Dom im Jahr 1911: die Aveglocke (g1) und die Kapitelsglocke (e1).
Otto kauften 1929 die Breslauer Gießerei der Glockengießer Geittner auf und führten den Betrieb in den dreißiger Jahren bis kurz vor dem Beginn des Zweiten Weltkrieges.
Im Jahr 1909 lieferte Otto vier Glocken für die neu erbaute Kirche der Dormitio-Basilika (Dormitio Beatae Mariae Virginis) in Jerusalem. Das Geläut mit den Tönen cis – e – fis – gis hatte ein Gewicht von 5,4 Tonnen. Von den vier Glocken aus dem Jahr 1909 hängen heute noch drei (Glocken I, III und IV) im Turm der Dormitio.
Während des Ersten Weltkrieges mussten zahlreiche Glocken an die Rüstungsindustrie abgeliefert werden. Bei Glocken der Gießerei Otto gab es oftmals Ausnahmen, da sie dank der zum Teil außergewöhnlich guten Klangeigenschaften von der Ablieferung freigestellt wurden.
Die Gießerei fertigte ab 1919 wieder viele Großgeläute. 1927 entstand ein dreistimmiges Geläut für die Kirche Mariä Himmelfahrt in Scherpenseel (Kreis Heinsberg), das in den Tönen c1, d1 und e1 erklingt. Nicht zu vergessen ist das Geläut der Basilika in Dormagen-Knechtsteden von 1931, deren größte Glocke 4021 kg schwer ist (b0). St. Martin in Krefeld erhielt 1934 ein dreistimmiges Te-Deum-Geläut auf cis1. Zudem entstanden in der Gießerei noch weitere Geläute, so etwa für den Neuen Mariendom in Hamburg, die Seligenstädter Basilika oder die Josefskirche in Offenbach am Main. Diese Geläute werden von Fachleuten als wertvoll eingestuft; sie mussten im Zweiten Weltkrieg, trotz geringen historischen Werts, nicht abgeliefert werden.
Im Jahr 1945 begann die Glockenproduktion in Hemelingen erneut. 1951 entstand das größte Geläut, das die Gießerei je hergestellt hatte, das Geläut des Trierer Domes mit einem Gesamtgewicht von 24.340 kg; allein die Christus- und Helena-Glocke wiegt 7970 kg. 1962 wurde die große Glocke des Bremer Doms gegossen, die rund 7000 kg schwere Brema, die mit dem Schlagton g0 erklingt (siehe Einleitungsbild).
Für die St.-Martini-Kirche in Bremen wurden im Dezember 1957 drei Läuteglocken geliefert. Die größte, für den Stundenschlag bestimmte c1-Glocke mit einem Gewicht von 2250 kg, bekam die von Manfred Hausmann verfasste Inschrift: „Ich will Dich ehren mit jedem Ton, gib uns, o Herr, den Frieden zum Lohn. Zerstört am 5. Oktober 1944 – neugegossen im Advent 1957“. Für das Glockenspiel folgten dann 1962 weitere sechzehn Glocken. Von den insgesamt 19 Glocken unterschiedlicher Größe sind 17 in das Glockenspiel einbezogen, fünf werden außerdem als Läuteglocken benutzt. Die beiden größten Glocken c1 und d1 sind reine Läuteglocken. Das Gesamtgewicht aller Glocken soll 9500 kg betragen.
Bis 1925 verließen 4223 Glocken die Gießerei. Von 1925 bis zur Schließung der Gießerei in Hemelingen im Jahr 1974 kamen (geschätzt) noch einmal 4000–5000 Glocken hinzu.
Otto-Glocken haben eine besonders flache Krone, deren sechs Kronenbügel radial angeordnet sind. Der Glockenmantel ist steil, am Wolm befinden sich häufig mehrere Stege.
1953 gründete Karl Otto in Saarlouis die neue Glockengießerei Otto Saarlouis, die bis 1960 insgesamt 535 Glocken goss. Dieser Betrieb wurde 1960 eingestellt. Nach wie vor stellt Otto-Glocken aber Glockenanlagen her und widmet sich der Wartung und Pflege von Glocken und Glockenanlagen. Das Unternehmen Otto-Glocken hat nach wie vor seinen Sitz in Bremen.
Die Werkverzeichnisse für Hemelingen und Saarlouis weisen über 8640 Glocken nach.
Die Glockenstraße in Hemelingen wurde nach der Glockengießerei Otto benannt.
Die Firma Otto-Buer Glocken-Uhrentechnik in Neustadt in Holstein ist nicht mit der Firma Otto-Glocken identisch. Sie gießt keine Glocken mehr, sondern ist vor allem in der Herstellung von Glockenspielen tätig.

## Große Glocken und Geläute (Auswahl)
Neben den nachfolgenden Glocken und Geläute, die in den Werkverzeichnissen der Familien- und Firmengeschichte nachgewiesen sind, werden in dem Buch Otto Glocken sechzig Otto-Geläute aus hundert Jahren detailliert vorgestellt.
| Ort                       | Kirche                     | Glocke/Geläut               | Gussjahr  | Gesamt-Gewicht in kg | Nominalfolge                                                | Bemerkung |
| ------------------------- | -------------------------- | --------------------------- | --------- | -------------------- | ----------------------------------------------------------- | --- |
| Arnstorf                  | St. Georg                  | 5er-Geläut                  | 1890/1891 | 5.050                | c1–d1–e1–g1–a1                                              | |
| Solingen                  | St. Clemens                | 4er-Geläut                  | 1892      | 4.879                | cis1–e1–fis1–a1                                             | |
| Jerusalem                 | Dormitio-Abtei             | 4er-Geläut                  | 1909      | 5.370                | cis1–e1–fis1–gis1                                           | Die e1 wurde 1971 durch eine neue e1 der Gießerei Gebhard aus Kempten wegen Einschussschäden aus dem Jahr 1948 ersetzt.                                    |
| Berlin-Niederschönhausen  | St. Maria Magdalena        | 4er-Geläut                  | 1927–1929 | 1.440                | g²                                                          | Drei Glocken wurden 1943 eingeschmolzen; die Ave-Glocke ist erhalten.                                                                                      |
| Billerbeck                | St. Ludgerus               | 5er-Geläut                  | 1922–1926 | 9.350                | b0–des1–es1–f1–as1                                          | |
| Bremen                    | Dom St. Petri              | Brema                       | 1962      | 7.112                | g0                                                          | |
| Bremen                    | St. Martini                | 7er-Geläut                  | 1957/62   |                      | c1–d1–f1–g1–a1–c2–d2                                        | |
| Darmstadt                 | St. Elisabeth              | 4er-Geläut                  | 1905      | 7.889                | b0–d1–f1–g1                                                 | |
| Dormagen-Knechtsteden     | St. Andreas                | 5er-Geläut                  | 1931      | 10.145               | b0–des1–es1–f1–ges1                                         | |
| Duderstadt                | St. Cyriakus               | 6er-Geläut                  | 1923/31   | 12.370               | ~g0–h1–es1–f1–g1–a1 (1923/31 geplant: as0–c1–es1–f1–g1–as1) | |
| Düren                     | St. Joachim                | 5er-Geläut                  | 1897      | 7.383                | h0–d1–e1–fis1–g1                                            | |
| Düsseldorf-Friedrichstadt | St. Antonius               | 5er-Geläut                  | 1912      | 8.437                | b0–des1–es1–f1–ges1                                         | |
| Düsseldorf-Oberbilk       | St. Josef                  | 5er-Geläut                  | 1901      | 09.923               | b0–des1–es1–f1–ges1                                         | |
| Düsseldorf-Pempelfort     | St. Adolfus                | 6er-Geläut                  | 1913      | 11.970               | a0–c1–d1–e1–g1–a1                                           | |
| Erkelenz                  | St. Lambertus              | Große Glocke                | 1914      | 3.450                | b0                                                          | |
| Erkelenz-Golkrath         | St. Stephanus              | 4er-Geläut                  | 1908/51   | 5.116                | d1–e1–fis1–g1                                               | |
| Erkelenz-Venrath          | St. Valentin               | 3er-Geläut                  | 1908/58   | 3.670                | d1–e1–fis1                                                  | |
| Essen-Frohnhausen         | St. Antonius               | 3er-Geläut                  | 1884/1891 | 1.527                | f1–as1–b1                                                   | Geläut kam nach dem Krieg an St. Elisabeth in Essen-Frohnhausen, gilt damit als das älteste heute noch komplett erhaltene Geläut der Glockengießerei Otto. |
| Essen-Holsterhausen       | St. Mariä Geburt           | 4er-Geläut                  | 1907      | 7.749                | h0–d1–e1–fis1                                               | |
| Essen-Rüttenscheid        | St. Ludgerus               | 4er-Geläut                  | 1911      |                      |                                                             | Glocken wurden im Ersten Weltkrieg zu Kriegszwecken eingeschmolzen.                                                                                        |
| Essen-Rüttenscheid        | St. Ludgerus               | 5er-Geläut                  | 1933      | 3.200                |                                                             | |
| Eutin                     | St. Marien                 | 3er-Geläut                  | 1926/62   |                      | gis1–h1–cis2                                                | Dreistimmiges Geläut von 1926 in den 1940er Jahren bis auf Glocke 2 eingeschmolzen, 1962 um zwei neue Glocken wieder vervollständigt.                      |
| Fulda                     | St. Blasius                | 5er-Geläut                  | 1951/66   | 12.245               | a0–h0–d1–e1–fis1                                            | |
| Hückelhoven               | St. Johannes der Täufer    | 4er-Geläut                  | 1905      | 5.105                | des1–es1–f1–ges1                                            | |
| Krefeld                   | St. Anna                   | 5er-Geläut                  | 1905/66   | 08.754               | h0–d1–e1–fis1–g1                                            | |
| Krefeld                   | St. Josef                  | 5er-Geläut                  | 1898      | 11.380               | a0–c1–d1–e1–f1                                              | |
| Köln-Lindenthal           | St. Stefan                 | 4er-Geläut                  | 1922/30   | 5.350                | <                                                           | |
| Lübeck                    | Propsteikirche Herz Jesu   | 3er-Geläut                  | 1898      | 3.400                | es1–f1–g1                                                   | Im 1. Weltkrieg bis auf Glocke 3 (g1) eingeschmolzen. |
| Marktheidenfeld           | St. Laurentius             | 5er-Geläut                  | 1951      | 05.549               | des0–es1–f1–as1-h1                                          | |
| Mönchengladbach-Hermges   | St. Josef                  | 4er-Geläut                  | 1925      | 6.504                | h0–d1–e1–fis1                                               | |
| Mönchberg                 | St. Johannes der Täufer    | 2 Glocken eines 4er-Geläuts | 1952      | 1.960                | es′–as′                                                     | |
| Mülheim-Kärlich           | St. Mauritius              | 4er-Geläut                  | 1951      | 03.500               | es1–f1–g1–b1                                                | |
| Offenbach                 | St. Josef                  | 4er-Geläut                  | 1931      | 7.575                | h0–d1–e1–g1                                                 | |
| Püttlingen                | Liebfrauenkirche           | 5er-Geläut                  | 1962      | 9.400                | a0–cis1–e1–fis1–gis1                                        | |
| Recklinghausen            | St. Peter                  | Große Glocke                | 1948      | 4.500                | as0                                                         | |
| Rimpar                    | St. Peter und Paul         | 6er-Geläut                  | 1886/87   | 5.100                | cis1–dis1–fis1–gis1–ais1–h1 fis1                            | 2008 gesprungen und geschweißt. |
| Seligenstadt              | St. Marcellinus und Petrus | 5er-Geläut                  | 1925/50   | 08.950               | h0–d1–e1–fis1–a1                                            | |
| Trier                     | Dom                        | 10er-Geläut                 | 1951      | 24.340               | fis0–a0–h0–cis1–d1–e1–fis1–a1–h1–cis2                       | |
| Trier                     | Liebfrauenkirche           | 4er-Geläut                  | 1951      | 1.290                | a1–h1–cis2–e2                                               | |
| Viersen                   | St. Josef                  | 5er-Geläut                  | 1950/51   | 10.043               | b0–des1–es1–f1–ges1                                         | |
| Wilhelmshaven-Bant        | Banter Kirche              | 3er-Geläut                  | 1900      |                      |                                                             | Glocken wurden 1917 zu Kriegszwecken beschlagnahmt und eingeschmolzen.                                                                                     |
| Wilhelmshaven-Neuende     | St. Jakobi Kirche          | 2er-Geläut                  | 1969      |                      |                                                             | Glocken wurden im September 1975 aufgehängt. |
| Würselen                  | St. Sebastian              | Große Glocke                | 1961      | 4.500                | a0                                                          | |

## Glockenspiele
Im Jahr 1953 gossen die Ottos mit ihrer Saarlouiser Glockengießerei Otto 25 Glocken für das Glockenspiel im Saarlouiser Rathausturm. Es gehört zu den ganz wenigen Glockenspielen, von denen überhaupt bekannt ist, dass sie von Otto gegossen wurden.